# Fertigteilkeller
Fertigteilkeller oder auch Fertigkeller bestehen die Wände eines Kellers aus vorgefertigten Fertigteilelementen aus Beton, die auf der Baustelle lediglich zusammengefügt und weiterverarbeitet werden.

## Geschichte
Bis zum Ende der 1960er Jahre wurden Keller hauptsächlich als Ziegelkeller hergestellt. Das heißt, dass zunächst eine Baugrube ausgehoben wurde, dann eine Bodenplatte betoniert, und darauf mit Ziegel oder Kalksandstein ein Keller gemauert wurde. Diese Vorgehensweise ist mit einem relativ hohen Zeitaufwand verbunden, weil eine sachgerechte Ausführung handwerkliches Geschick und Sorgfalt erfordert. Diese Bauweise ist von der Vorstellung der „gesünderen“ Bauweise hauptsächlich im Ein- und Mehrfamilienhausbau zu finden. Die Fundierung besteht hierbei auch aus Beton. Für die Dimensionierung der Wände gelten die Grundsätze für Mauerwerk. Anfang der 1970er Jahre waren die technischen Möglichkeiten im Bereich der Vorfertigung soweit gereift, dass der Fertigkeller als logische Ergänzung zum Fertighaus Einzug ins Bauwesen fand. Die Herstellung von Kellern unter Verwendung von Halbfertigteilen (Hohlwänden) hat sich auch für den Mehrfamilienhausbau durchgesetzt, Fertigteildecken in Vollmontagebauweise (besonders Spannbetonhohldielen) sind auch im Industriebau stark eingesetzt. Als Pionier bei der Umsetzung dieser Idee galt die sogenannte Dreifachwand. Diese leichte, sogenannte Hohlwand bestand aus einer betonierten Innen- und einer betonierten Außenschale. Diese wurden mit Armierungseisen miteinander verbunden und auf der Bodenplatte aufgestellt. Erst nachdem die Hohlwände aufgestellt waren, wurden die Hohlräume mit Beton verfüllt.

## Bauweise
Bei der Herstellung von Fertigkeller werden die Wände aus vorgefertigten Fertigteilelementen hergestellt. Im Bereich der Fundierung also bei den Bodenplatten oder Streifenfundamente kommt hingegen weiterhin die monolithische Bauweise zum Einsatz. Sie werden also nach wie vor am Verwendungsort betoniert. Das Herstellen einer Stahlbetonbodenplatte gilt als Regelausführung im Familienhausbau. Bei einem Einfamilienhaus hat sie in der Regel eine Dicke von 18 bis 20 cm. Sie beinhaltet eine Bewehrung von ca. 10 kg Stahl pro m². Der verwendete Beton für die Bodenplatte hat eine Festigkeitsklasse von C 20/25. 
Auf die Gründung (Bodenplatte) werden die Umschließungs und Tragwände sowie die aussteifenden Wände aus Fertigteilen gestellt. Die hergestellten Fertigteilelemente werden auf einem Tieflader transportiert, und auf die Baustelle verbracht. Ein Schwerlastkran lädt die Teile nach und nach ab. Mit Stützstangen, die auf der Bodenplatte und an dem Wandelement verankert (verschraubt) sind, werden diese dann an ihrem Bestimmungsort befestigt. Dies kann weitgehend witterungsunabhängig erfolgen. Bei einer Kellergröße bis ca. 140 m² beträgt der Zeitaufwand für diese Arbeiten ca. 4–5 Stunden. 
Ein Vorteil von Fertigteilelementen liegt in der vorgefertigten Leerverrohrungen für Sanitär-, Heizungs- und Elektroinstallationen. Hierzu ist allerdings eine detaillierte Planung notwendig, weil eine Anpassung an der Verwendungsstelle nur noch mit hohem Aufwand möglich ist. Ein weiterer Vorteil liegt in den glatten, spachtelfertigen Wandoberflächen, welche die nachfolgenden Bearbeitungsschritte gegenüber Mauerwerkswänden vereinfachen. Durch ein reichhaltiges Ergänzungsprogramm wie Treppen, Lichtschächte und Rohrdurchführungen können Anschlüsse an die Wände erleichtert werden. Ein Resultat der genannten Vorteile dieser Art vom Kellerbau zeigt sich insbesondere im Bereich der Bauzeit. Diese kann gegenüber einem Ziegelkeller erheblich verkürzt werden. Für den Käufer eines Fertigteilkellers ergibt sich dadurch eine erhebliche Einsparung im Bereich der Zwischenfinanzierung seines Bauvorhabens. 
Im nächsten Arbeitsschritt wird dann die Kellertreppe als Betonfertigteil eingebaut. Jetzt können die Deckenelemente aufgelegt werden. Nach Abschluss dieses Arbeitsschrittes steht das Grundgerüst des Kellers. Nun werden noch die entsprechenden Armierungsarbeiten gemäß den Vorgaben der Statik vorgenommen und die Elektroleitungen auf der Kellerdecke verlegt. Für den Abschluss der Montage wird Ortbeton in die Hohlwände und im gesamten Bereich der Fertigteildecke ausgegossen sowie verdichtet.